# Agametrus rotundatus
Agametrus rotundatus är en skalbaggsart som beskrevs av Brinck 1948. Agametrus rotundatus ingår i släktet Agametrus och familjen dykare. Inga underarter finns listade i Catalogue of Life.